# دبليو إي سي 53
دبليو إي سي 53 (بالإنجليزية: WEC 53)‏ هو حدث لفنون القتال المختلطة نظمته وورلد إكستريم كايج فايتينج، أُقيم في 16 ديسمبر 2010، على ديزرت دايموند أرينا في غلانديل، أريزونا، الولايات المتحدة.